# Brasserie de Luxembourg Mousel-Diekirch
De Brasserie de Luxembourg Mousel-Diekirch is een brouwerij in Diekirch in het Groothertogdom Luxemburg. De firma ontstond in 2000 door de fusie van de Brasseries Réunies de Luxembourg (producent van Mousel) en de plaatselijke Brasserie de Diekirch. Ze werd in 2002 overgenomen door Interbrew, het latere AB InBev.
De brouwerij produceert de Luxemburgse bieren Mousel en Diekirch en verdeelt internationale merken van AB InBev zoals Jupiler, Stella Artois, Hoegaarden en Leffe.

## Geschiedenis
- Brouwerij Mousel werd in 1825 opgericht in Luxemburg en fuseerde in 1971 met de eveneens in Luxemburg gevestigde brouwerij Clausen tot de Brasseries Réunies de Luxembourg.
- De Brasserie de Diekirch werd in 1871 opgericht. Ze nam de bestaande brouwerij Drüssel-Glaesener uit Dietrich over.
- 1900: de brouwerij van Diekirch wordt de grootste van Luxemburg naar productievolume.
- 1930: een nieuwe brouwerij wordt in gebruik genomen naast het station van Diekirch.
- 2000: fusie met de Brasseries Réunies de Luxembourg tot Brasserie de Luxembourg Mousel-Diekirch S.A. De productie wordt gecentraliseerd in Diekirch.
- 2002: overname van de brouwerij door Interbrew.